# John Wood (kanotist)
John Wood, född den 7 juni 1950 i Toronto, Kanada, död 25 januari 2013 i Oakville, Kanada, var en kanadensisk kanotist.
Han tog OS-silver i C-1 500 meter i samband med de olympiska kanottävlingarna 1976 i Montréal.